# Próspero Palazzo

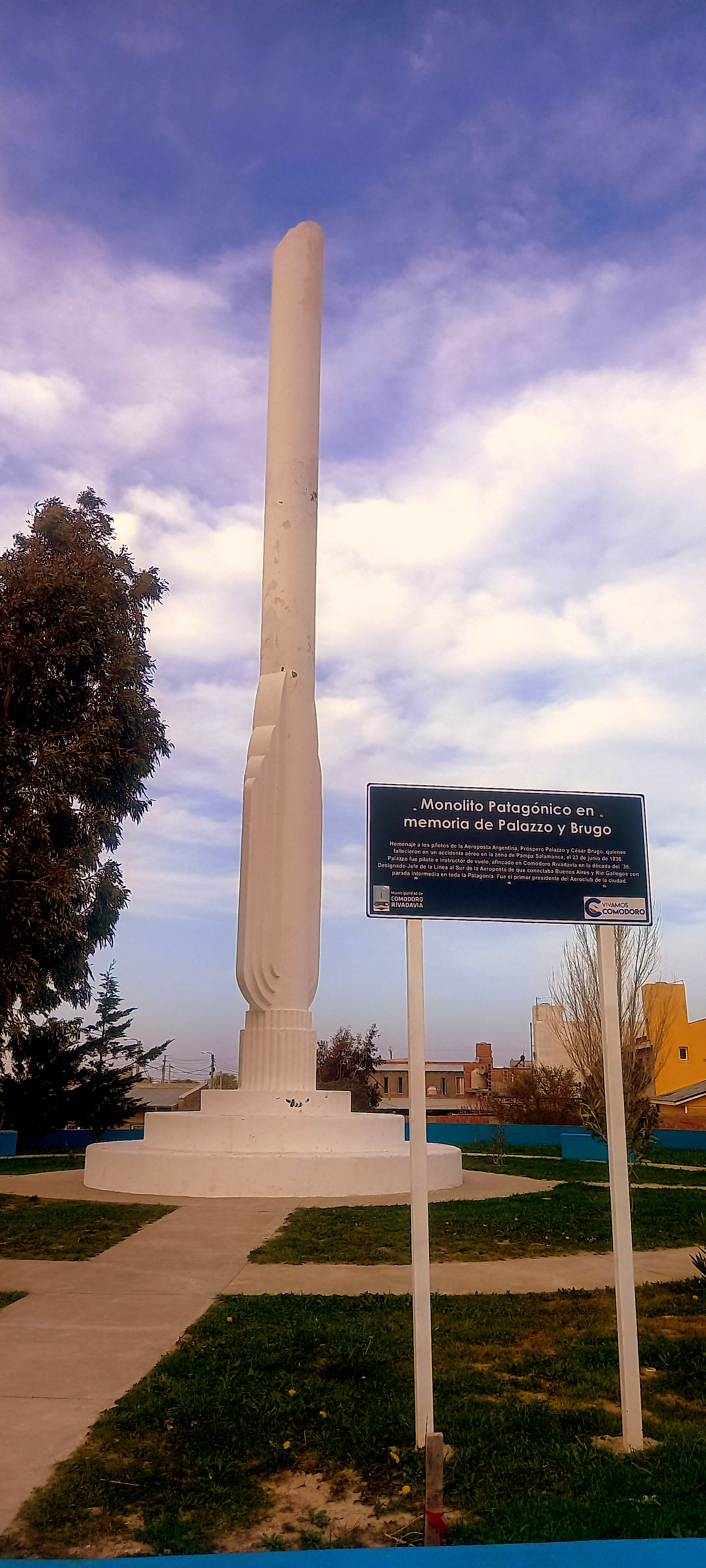
Monumento levantado en honor a Palazzo en el barrio homónino. El mismo recuerda la tragedia.

Próspero Palazzo (San Miguel de Tucumán, Tucumán, Argentina, 17 de octubre de 1904 - Pampa Salamanca, Chubut, 23 de junio de 1936) fue un célebre aviador de la Compañía Aeroposta Argentina S.A. Además, fue el primer mártir, de la línea patagónica y de su país, al fallecer en un trágico accidente a los 32 años de edad.

## Biografía

### Familia
Hijo de Salvador Palazzo (un relojero) y María Anfuso, Próspero tenía asendencia italiana y nueve hermanos: Nuncio, Vito, José, Dominga, Ilumine, Ángela, María, Lucía y Salvador. Sus hermanos Vito y José, también fueron pilotos y trabajaron en la misma empresa.

### Primeros años
Nació en Tucumán el 17 de octubre de 1904. Desde la adolescencia, se interesa por la aeronáutica y comienza a realizar pequeños trabajos y a adquirir conocimientos en el Aeroclub de su ciudad. Su voluntad era tan grande, que fue becado por los miembros del aeroclub para que estudiase la carrera. Se recibió como piloto civil en el aeropuerto de la misma ciudad en 1925, obteniendo las mayores calificaciones. Al año siguiente, realizó el Servicio Militar en El Palomar, Provincia de Buenos Aires.
Palazzo participó en el histórico raid de la Escuadrilla que unió en once días de vuelo las provincias de Tucumán, Santiago del Estero, Córdoba, Santa Fe, Buenos Aires y Entre Ríos sumando 3.200 kilómetros a bordo de tres Curtiss Oriole.
En 1926, fue instructor en el aeroclub de la ciudad y, hasta 1929, realizó algunos vuelos sanitarios y voló hacia Tafí del Valle llevando pasajeros y correspondencia.

### En la Patagonia
En 1929, se mudó a Bahía Blanca y comenzó a trabajar en la Aeroposta Argentina, empresa que vinculaba las principales ciudades patagónicas y quién tenía como piloto al célebre Antoine de Saint Exupéry. Al principio, cubrió la ruta hacia Buenos Aires - Asunción del Paraguay, luego, en el mes de noviembre, fue designado para la ruta hacia Comodoro Rivadavia y posteriormente Río Grande, comenzando como copiloto de Jean Mermoz.
Su desempeño le valió el grado de jefe de la Línea al Sur de la Aeroposta que conectaba los tramos Buenos Aires - Río Gallego con paradas intermedias en toda la Patagonia.
Hacia 1935, inicia las gestiones para crear un Aeroclub en Comodoro Rivadavia (ciudad donde se había redicado anteriormente). Esta, se concreta el 25 de abril, siendo Palazzo su primer presidente.

### Fallecimiento
El 23 de junio de 1936, Palazzo partió desde Bahía Blanca con destino a Río Grande e hizo escalas en San Antonio Oeste y en Trelew. Viajaba a bordo del Laté 28 N° 293, matrícula F-AJUXUn, junto con Enrique César Brugo (quien realizaba su primer vuelo en la zona). En esta última ciudad habían recibido el parte meteorológico que anunciaba un violento temporal de viento y una fuerte tormenta de nieve. Pese a ello, dejaron a los pasajeros en Trelew. Luego, partieron a su próxima escala, Comodoro Rivadavia; a pesar de ser sólo correspondencia.
Antonio Torres, un guardahilos del telégrafo que presenció el accidente. Él vio que el viento abatió al avión cerca de Puerto Visser, a 200 metros de la costa. Los pilotos intentaron aterrizarlo, previo descenso en picada, pero chocaron contra un cerro cerca de la Pampa Salamanca (a unos 200 metros de la costa) y se incendió. El cuerpo de uno de ellos fue hallado a unos treinta metros de los restos del avión y el otro, completamente carbonizado, dentro de la carlinga. Tras recibir la denuncia de un vecino de una estancia cercana, una patrulla partió desde Comodoro, pero debido a la nieve no se encontró a la aeronave. Su hermano Vito, fue quien la encontró tres días después del suceso. El resultado fue muerte por carbonización para ambos tripulantes. El accidente fue el primero en su tipo en territorio argentino y fue nombrado en algunos periódicos de la región. La principal causa del incidente se debió a que el avión fue abatido por el viento, se estrelló y se incendió.

## Homenajes
En Tucumán, la noticia de su fallecimiento fue muy impactante. Sus restos se trasladaron en una caravana hacia el Cementerio del Oeste y fueron inhumados el 8 de julio. En 1938, se inauguró en el barrio comodorense que lleva su nombre, un monolito recordatorio en homenaje del pueblo a los dos aviadores. Además, en el lugar exacto del accidente se encuentra una cruz (Un monolito) y una placa indicatoria (La placa de mármol nunca llegó a destino por inclemencias del tiempo y quedó guardada en un campo cercano). También, una escuela en Comodoro lleva su nombre.

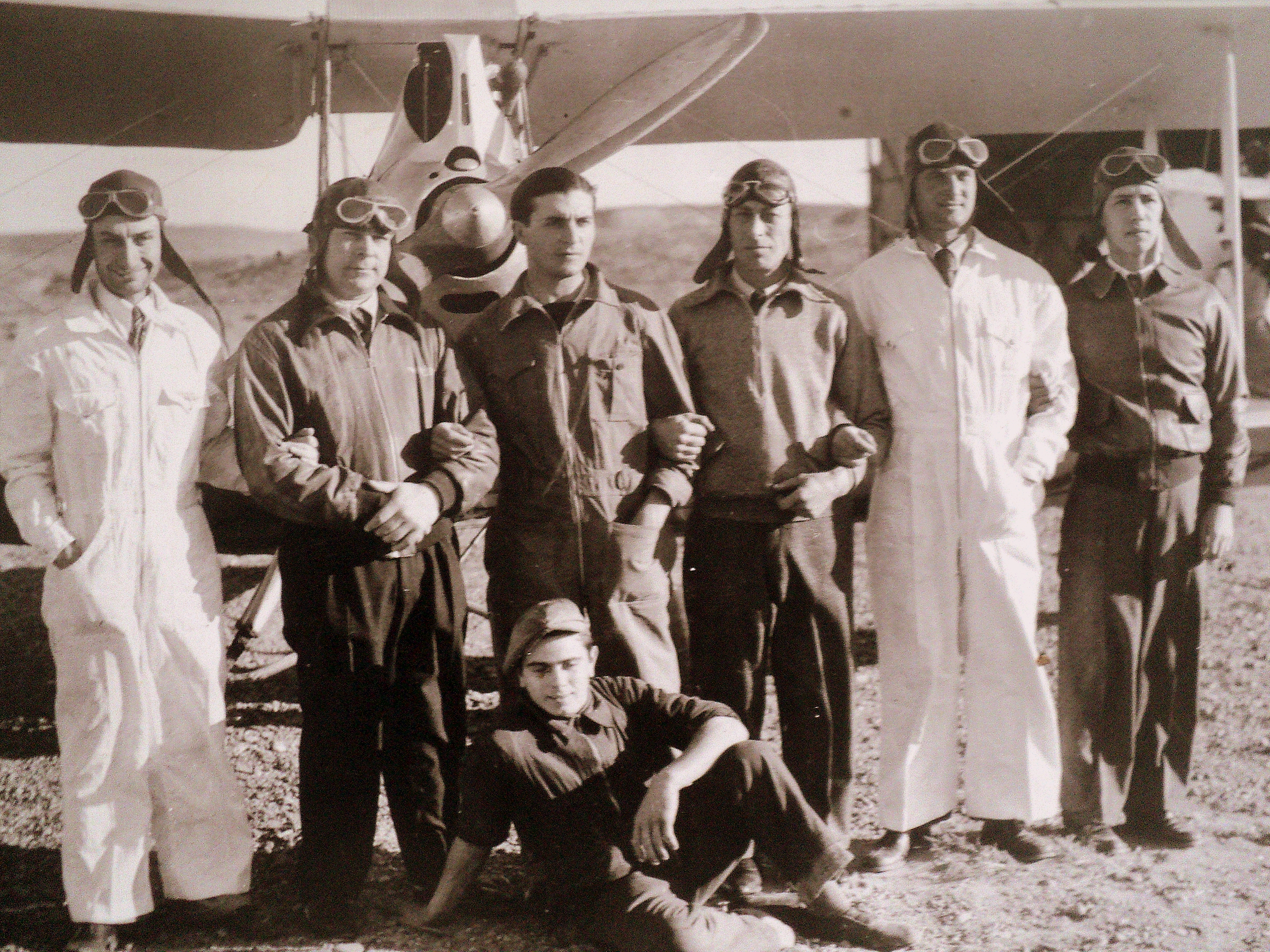
Próspero Palazzo con su equipo de aviación a la derecha de blanco

"Homenaje de los pueblos patagónicos a la memoria de los héroes Próspero Palazzo y César Brugo que perdieron la vida en el cumplimiento de su deber el 23 de junio de 1936 (La Placa dice exactamente "HOMENAJE QUE RINDE LA PATAGONIA  A  LA MEMORIA DE LOS PILOTOS AVIADORES PRÓSPERO PALAZZO Y CÉSAR BRUGO QUE PERDIERON SUS VIDAS EN CUMPLIMIENTO DE SU DEBER. EN ESTE LUGAR EL 23 DE JUNIO DE 1936". El accidente ocurrió a 60 km. hacia el Norte a 200 metros de la costa estando señalado el lugar exacto con una cruz y una placa in memorian".
Texto del monumento en Comodoro Rivadavia

## Galería

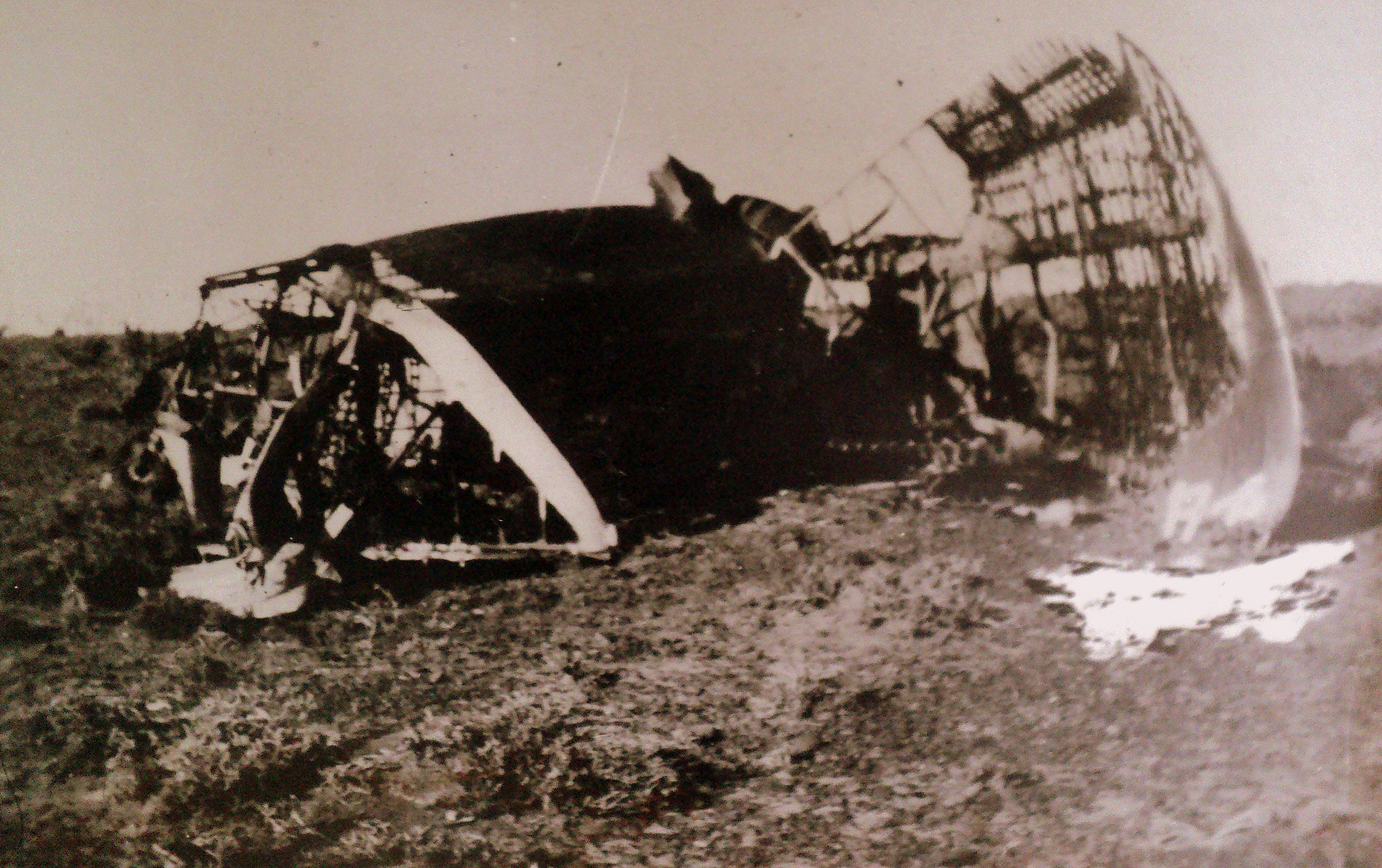
Restos del avión en el que perdió la vida Próspero Palazzo y su acompañante.
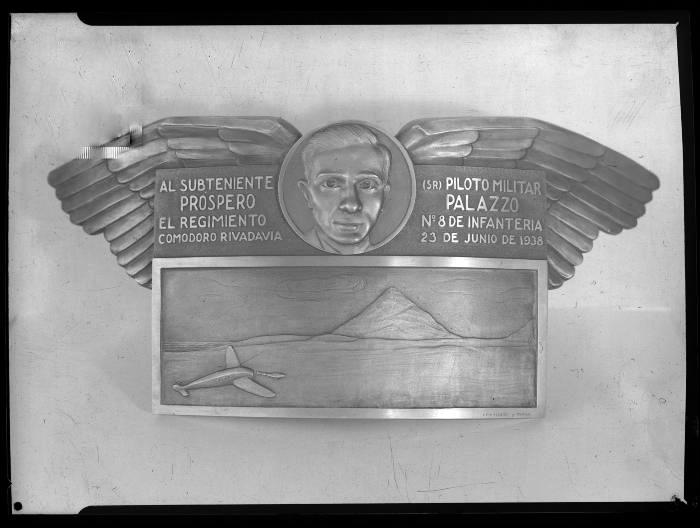
Placa recordatoria en la IX Brigada Aérea.
Plano del avión piloteado por Palazzo el día de su accidente.
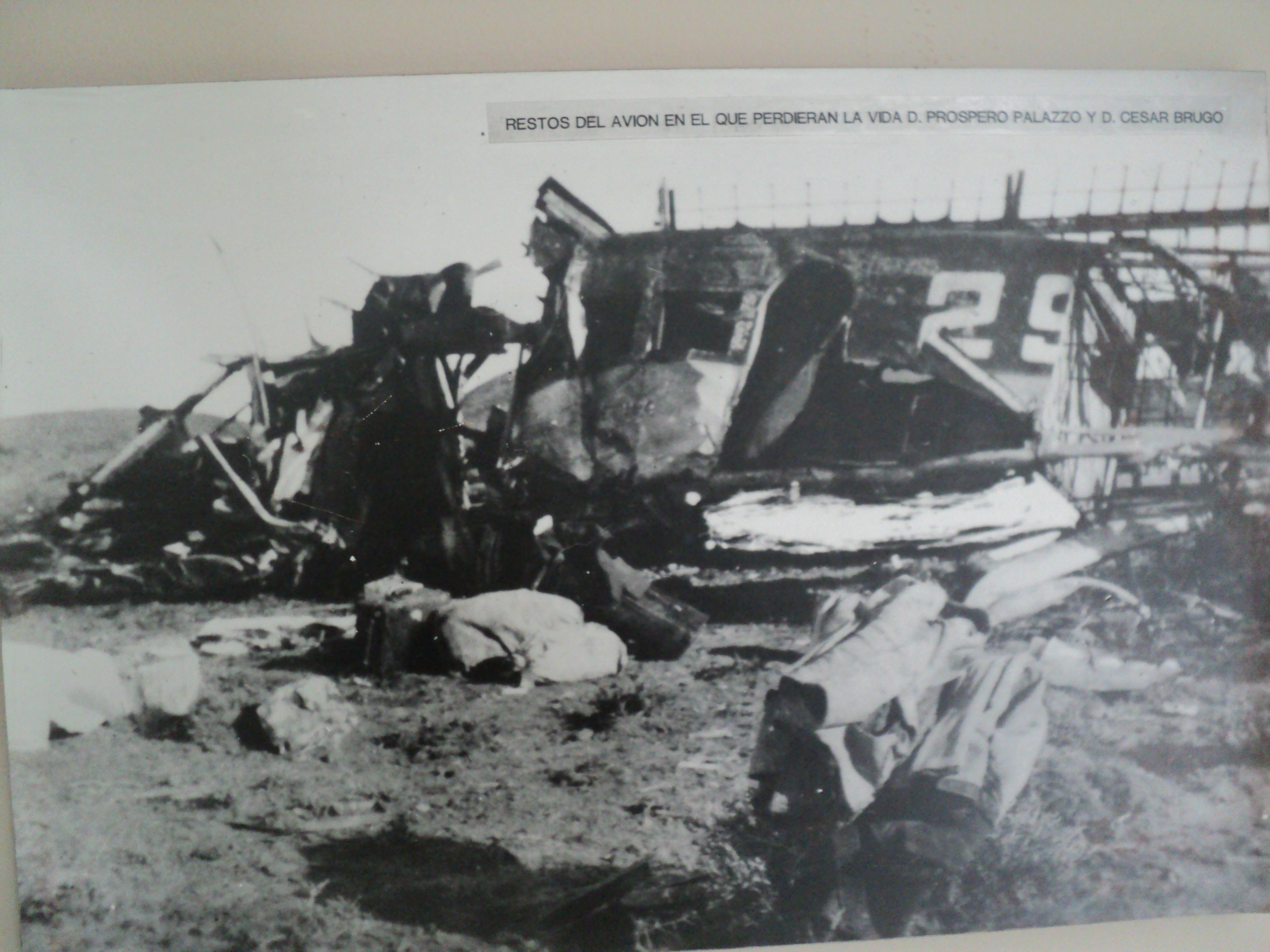
Otra fotografía del accidente.
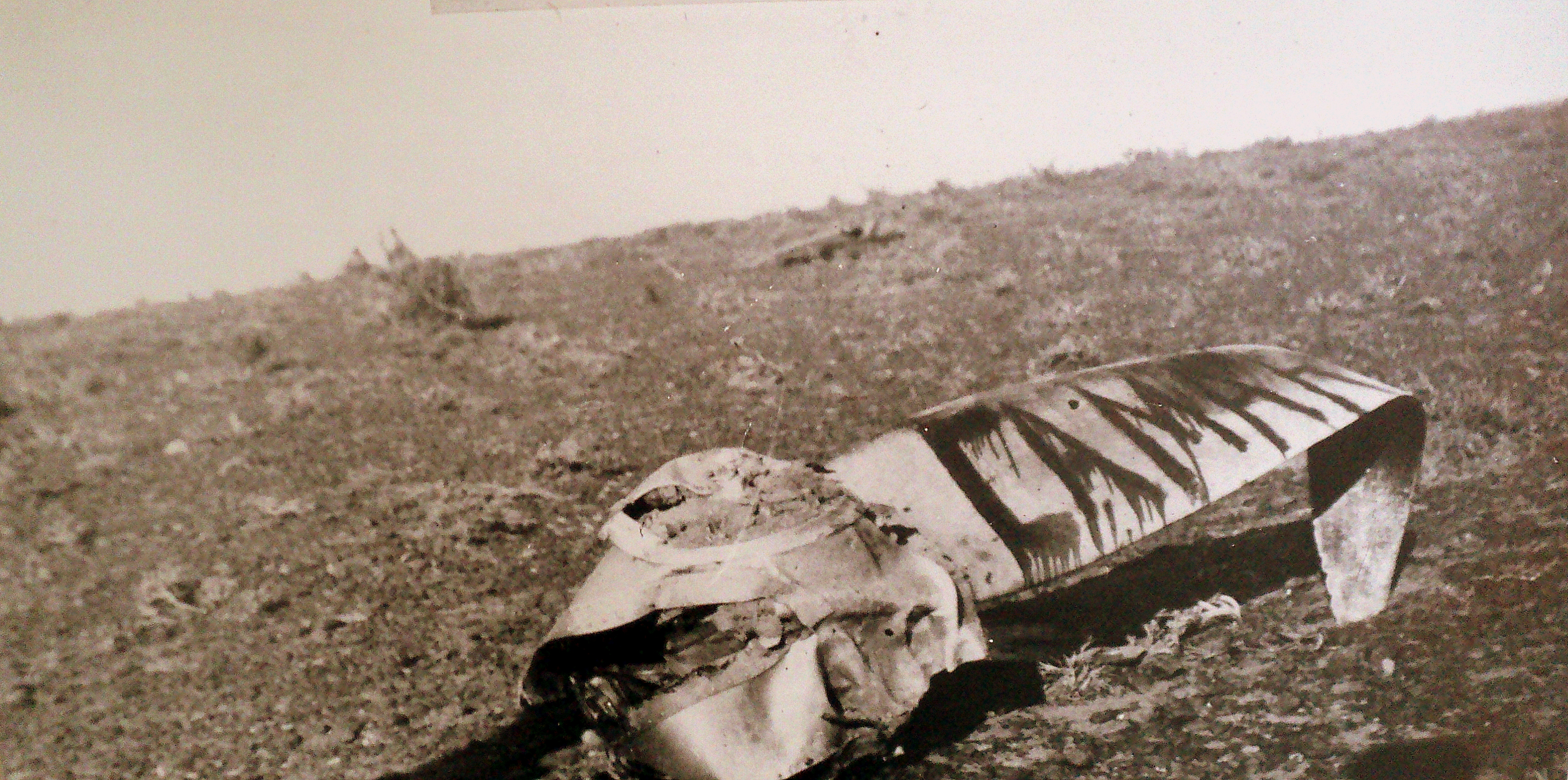
Hélice de la aeronave.